# 388 (tal)
388 är det naturliga talet som följer 387 och som följs av 389.

## Inom vetenskapen
- 388 Charybdis, en asteroid.

## Inom matematiken
- 388 är ett jämnt tal
- 388 är ett sammansatt tal
- 388 är ett defekt tal